# 離宮五
离宫五（飛馬座τ），又名BD+22 4810，HD 220061、SAO 91186、HR 8880，是飛馬座的一颗恒星，视星等为4.6，位于銀經97.51，銀緯-34.61，其B1900.0坐标为赤經23h 15m 41.1s，赤緯+23° -34.61′ 35″。